# Le stagioni del cuore (serie televisiva)
Le stagioni del cuore è una miniserie televisiva italiana trasmessa su Canale 5 nel 2004, che racconta le vicissitudini della ricca famiglia torinese Valenti, in un arco temporale che va dal 1940 al 1974, affrontando anche le varie tematiche della cornice storica, dal fascismo alla ricostruzione, fino al sessantotto.

## Trama
Per salvare l'azienda di famiglia, la Caslam, Claudia Castelli (Anna Valle) è costretta dal padre Edoardo Castelli (Arnaldo Ninchi) a sposare Sergio Valenti (Alessandro Gassmann), di famiglia benestante, di cui non è innamorata: Claudia infatti ha una simpatia per Gianni Casiraghi (Paolo Seganti), giovane figlio di un capofficina della fabbrica che non soddisfa le esigenze del padre della ragazza (che riuscirà con le sue amicizie altolocate a farlo partire militare, sperando che la figlia lo dimentichi).
A poco a poco, però, tra i due giovani nascerà un sentimento che permetterà loro di affrontare alcune difficoltà, come le vicissitudini legate alla guerra: nel luglio 1943, come le altre fabbriche torinesi, anche la Caslam viene occupata dagli operai, e Sergio si dimostra abile nel gestire le trattative con i lavoratori anche nel dopoguerra (vi sarà un ulteriore motivo di tensione nel 1948, dopo l'attentato a Palmiro Togliatti).
La vita di Claudia e Sergio è allietata dalla nascita della figlia Emma (Martina Stella); ma con il passar del tempo Claudia si sente sempre più insoddisfatta, e decide di iniziare a lavorare nel campo della moda: siamo ormai negli anni '50, è il periodo del boom economico, e la nuova attività della signora Valenti riscuote un notevole successo, pur essendo osteggiata dal marito, che non riesce a capire le necessità della moglie. Oltretutto a far aumentare le tensioni nella coppia è il fatto che un giorno Claudia, pedinando Sergio, scopre che ha una prostituta come amante, Ketty, anche se con il passare del tempo l'uomo deciderà di lasciarla, capendo di amare sua moglie. Come se non bastasse, in quel periodo accade un episodio triste: Edoardo Castelli, il padre di Claudia, muore, lasciando un vuoto dentro la donna che la cambierà totalmente.
Un altro motivo di contrasto tra i due è l'educazione da impartire alla piccola Emma, ed è proprio qui che Claudia incontra nuovamente Gianni Casiraghi, che tenta in molti modi di rientrare nella vita della donna, insoddisfatta ancora una volta del proprio matrimonio dopo aver scoperto che Sergio ha una nuova amante, ovvero Silvana, la sua segretaria.
Passa qualche tempo: i contrasti coniugali si sono placati ma un giorno Emma scopre Claudia baciarsi con Gianni all'atelier: sconvolta, fugge e viene investita da un'automobile. Un giorno, durante il periodo di convalescenza in ospedale, Claudia va a trovare la figlia ma lei non vuole più vedere sua madre: sentendo le urla della bambina, Sergio decide di allontanare Claudia per sempre dalla loro vita.
Claudia va quindi a vivere da sola, dedicandosi a tempo pieno al lavoro.
Nella primavera del 1969 Casiraghi, però, viene trovato morto nella sua villa da un colpo di pistola: durante il processo, vengono accusati Emma ed Eugenio (Daniele Savoca), che nel frattempo avevano iniziato una relazione movimentata e si scopre essere il figlio di Casiraghi ma soltanto la ragazza verrà imprigionata perché è stata vista insieme all'uomo passare una notte in un motel.
Sentendo il dovere di madre per potersi redimere nei confronti della figlia, Claudia si costituisce alla polizia e si accusa dell'omicidio del Casiraghi: alla notizia di ciò, la madre di Eugenio, Mara, sconvolta per essere stata abbandonata dall'uomo quando il ragazzo era ancora piccolo, scagiona Claudia e poi si accusa lei dell'assassinio, lasciando Eugenio senza parole, essendo lei la vera assassina di Gianni Casiraghi. Dopo questo fatto, Emma ed Eugenio si lasceranno definitivamente.
Siamo nell'estate del 1972 ed Emma finalmente riesce a conseguire la laurea, dopodiché Sergio la convince a venire a lavorare in fabbrica come pubblicista dell'azienda: qui viene affiancata da uno dei collaboratori più stretti del padre, Giorgio Cavo, che però si rivela essere indebitato fino al collo e per di più è troppo attaccato alla ragazza. Emma allora decide di andarsene dalla fabbrica perché scopre di avere una grande passione per la fotografia e, con l'aiuto della madre, decide di aprire uno studio fotografico utilizzando un vecchio capannone fuori città; nel frattempo Carlo, il suo amico di infanzia, riesce finalmente a confessarle i propri sentimenti e tra i due scoppia la passione. Claudia, invece, dopo aver sopportato l'ennesima sceneggiata da parte di Sergio, chiede il divorzio dal marito e si lascia convincere da Gianluca, il suo socio d'affari, a passare la notte con lui, scoprendo poi che lui l'ha fatto solo per poterla rimpiazzare nel campo della moda. Nemmeno Sergio se la passa bene: la sua amante Silvana è incinta e quando lui le confessa di aver riferito questa notizia alla moglie, la donna è furiosa, a tal punto di lasciarlo, partendo per la Svizzera dove ha deciso di abortire. I guai sembrano non finire perché un giorno Emma viene rapita dagli uomini che lavorano per lo strozzino del collaboratore di Sergio.
In pieno inverno 1972 Emma è in mano ai rapitori, che la segregano in una vecchia capanna abbandonata. Le indagini vengono affidate al colonnello dei carabinieri Raimondi e Carlo non la prende bene perché il sostituto procuratore non gli affida il caso in quanto troppo coinvolto emotivamente (il ragazzo nel frattempo, è passato da avvocato a giudice e vice-procuratore), di conseguenza lavorerà per conto suo. Nel frattempo Emma, dopo un breve periodo di smarrimento, comincia a farsi forza e a resistere al periodo di detenzione, anche grazie all'aiuto di un cane randagio, che le dà la forza giusta per continuare a lottare. Carlo, intanto, chiede a Sergio di poter avere una lista degli impiegati, spiegandogli che in questa situazione bisogna sospettare su tutti quelli che ci sono intorno; tra gli operai, invece, continua a serpeggiare esasperazione e sfiducia nei confronti di Sergio e Toni Basile, sindacalista nonché portavoce dell'industriale Valenti, riesce con fatica a placare gli animi. Altrove ritroviamo Eugenio, che è diventato giornalista, il quale si offre al suo caporedattore di seguire la vicenda per aver avuto delle vicissitudini con la ragazza e con la famiglia di lei. Sergio è disperato e farebbe qualsiasi cosa per riportare la figlia a casa e, durante un loro incontro, il suo amico e medico legale Nino Buonocore gli consiglia di pagare il riscatto che è di 2 miliardi di lire, cifra che non ha. Durante un momento di stanca, Mariangela ha uno sconforto e, dopo essersi ripresa, fa vedere una vecchia foto dei ragazzi quando erano bambini a Claudia e Carlo: questo gesto fa illuminare la donna, che si reca allo studio fotografico in cerca di un qualcosa che possa essere utile per le indagini e infatti trova una foto in cui ritrae Giorgio Cavo, il collaboratore di Sergio, parlare nel parcheggio della ditta con lo strozzino, che si rivela essere un certo Giuseppe Luzzato, detto "Pinin", già noto alle forze dell'ordine. Nel frattempo, mentre Emma viene spostata in un altro posto segreto, Eugenio chiede di parlare con i genitori della ragazza ma solo Claudia accetta perché Sergio ha ancora dei rancori: il ragazzo spiega alla donna che dietro al rapimento non c'è una grande associazione a delinquere e che le informazioni da lui avute si possono avere in qualsiasi modo ma proprio in quell'istante arriva Carlo che lo apostrofa in malo modo e Claudia, dopo aver placato gli animi, è costretta a mandare via il giornalista. Poco dopo, Claudia e Carlo si recano da Sergio per fargli vedere la fotografia e in un primo momento l'uomo stenta a crederci a quello che gli dicono ma promette che appena lo vede parlerà con Giorgio. Quella sera stessa, in ditta, lo stesso Giorgio ha una discussione telefonica molto accesa con "Pinin" e scopriamo il perché Emma ha cambiato luogo di prigionia: la ragazza è stata venduta a un'altra banda. Il giorno seguente, si presenta a Sergio un avvocato che gli offre di comprare i terreni vicino alla villa ma quando il tizio dice la cifra, ovvero 450 milioni di lire, l'industriale rifiuta e lo caccia dall'ufficio, anche perché capisce che quell'offerta ha a che fare con il rapimento della figlia: in quel momento arriva Giorgio e Sergio, in maniera furba, gli chiede se conosce "Pinin" ma il collaboratore, con faccia sorpresa, nega, senza sapere che Sergio si è reso conto che anche lui è coinvolto. Alla sera, Giorgio va parlare con "Pinin", dicendogli che se ne vuole andare e per farlo vuole la sua parte ma lo strozzino, insieme ai suoi scagnozzi, lo stordiscono per farlo sparire. Mentre continuano le tensioni tra Eugenio e Carlo, durante le indagini viene ritrovato il braccialetto di Emma nella prima prigione e, intanto, la ragazza riesce a liberarsi, cercando di scappare ma i suoi rapitori, dopo aver ucciso un uomo che era con lei, la riportano indietro, il tutto sotto lo sguardo di un bambino nascosto dietro ad un cespuglio. A questo punto Carlo, d'accordo con Claudia e Sergio, decide di fare a modo suo, ovvero facendosi consegnare il denaro grazie all'aiuto della madre Mariangela per pagare il riscatto mentre all'appuntamento con i rapitori l'industriale ci va con una borsa piena di giornali: quella notte però, oltre a Sergio e al medico legale, non si presentano i criminali ma il colonnello Raimondi, che per tutta la vicenda aveva fatto pedinare Sergio per evitare che commettesse degli errori come quello appena compiuto, facendogli anche una ramanzina. La mattina seguente, Carlo riesce a liberare Emma, che viene immediatamente ricoverata in ospedale: durante la convalescenza, le si presenta Eugenio, che le dice addio, in quanto è stato trasferito a Roma. Nel frattempo, Claudia e Sergio, dopo tante peripezie, rivalutano il loro amore rendendosi conto di non poter fare a meno l'uno dell'altra mentre in fabbrica la situazione si fa sempre più difficile: Toni Basile racconta a Sergio che gli operai hanno paura della cassa d'integrazione, anche se per l'uomo non c'è nulla da preoccuparsi. Quella notte, due operai, scontenti della situazione, decidono di entrare in ditta e uno di loro piazza un ordigno esplosivo, per far saltare in aria la ditta.
Siamo nell'autunno 1973 e la Caslam è avvolta da un incendio. Sergio, dopo esser stato svegliato da una telefonata, si precipita allo stabile e, dopo aver avuto un dibattito con il capitano dei pompieri, cerca di entrare per staccare il pannello elettrico ma un'esplosione lo prende in pieno, ferendolo gravemente: da quel momento, inizia un periodo di riabilitazione difficile per lui. Nel frattempo, Claudia decide di prendere in mano le redini dell'azienda in assenza del marito e scopre che l'incendio ha distrutto i macchinari della produzione, di conseguenza la fabbrica non può ripartire; inoltre la banca non può erogarle un prestito per la difficile situazione in cui è il paese. Altrove, Eugenio trova un vecchio manoscritto del padre e inizia a leggerlo: un giorno, si presenta a casa sua Maria, che gli chiede di ospitarla qualche giorno. Finita la convalescenza, Sergio torna a casa e scopre che Claudia ha intenzione di vendere la sua casa di moda per salvare l'azienda: l'uomo, dapprima restio a questa soluzione, acconsente all'idea della moglie. Un giorno, Emma ed Eugenio si incontrano davanti alla ditta, dove entrambi stanno fotografando (lui per il giornale, lei per passione): dopo una breve chiacchierata, si scopre che, nonostante tutto, ancora si amano, tant'è vero che quella notte la passano insieme. Intanto, le indagini sull'incendio della Caslam corrono velocemente e Carlo inizia a interrogare tutti i dipendenti, tra cui Toni Basile, il sindacalista vicino a Sergio: la polizia, infatti, sta pedinando Eugenio perché ha scoperto che Maria è la sorella di Toni ed è diventata un'estremista e la conferma arriva anche a casa di Carlo, dove il commissario lo avvisa degli sviluppi e lui, saputo che Eugenio è diventato l'amante di Emma, caccia la ragazza. Un giorno, mentre sta dettando un pezzo al telefono, Eugenio riceve dal capo redattore la notizia che Maria muore uccisa da una molotov e il ragazzo è triste perché dovrà dare la notizia ai suoi familiari. Una lieta notizia scombussola non più di tanto l'ambiente nella famiglia Valenti: Emma annuncia che è incinta e quando i genitori vogliono sapere chi è il padre, la ragazza fa capire che chiunque sia ha deciso di tenerlo. A quel punto, la ragazza decide di dire addio definitivamente a Carlo, regalandogli un album di fotografie da lei creato: l'uomo accetta e nel frattempo decide di trasferirsi a Palermo, cercando di convincere la madre ad andare con lui ma la donna rifiuta immediatamente l'offerta. Mentre Claudia chiama Gianluca, il suo ex socio d'affari, per vendergli la casa di moda e fa promettere all'uomo di non cambiarne il nome, Eugenio ed Emma si incontrano, promettendosi di non lasciarsi mai più: quel giorno, nella villa, si festeggia la rinascita dell'azienda di famiglia, dove a farne parte questa volta ci sarà anche Claudia, che ricoprirà il ruolo di presidente.

## Location
La fiction è stata girata interamente a Torino, grazie al sostegno della Film Commission Torino Piemonte, tranne alcune scene interne (effettuate in teatri di posa a Roma) ed alcuni esterni (realizzati a Castelnuovo Don Bosco): la Caslam è stata ricostruita nella Manifattura Tabacchi di corso Regio Parco, dismessa da alcuni anni.
Altre scene sono state girate nel quartiere Vanchiglia, in centro ed in una villa in collina.
Infine Villa Andreina, casa della famiglia Valenti, è nota come Villa Malfatti e si trova a San Giorgio Canavese (Torino).